# البئر (ليون)
البئر هي قرية تقع بلدية ثغر في مقاطعة ليون في إسبانيا.